# 12074 Carolinelau
12074 Carolinelau eller 1998 FZ68 är en asteroid i huvudbältet som upptäcktes den 20 mars 1998 av LINEAR i Socorro County, New Mexico. Den är uppkallad efter Caroline Sue-Yuk Lau.